# Marius Moustier
Pour les articles homonymes, voir Moustier.
Marius Moustier (né le 24 juin 1852 à Fuveau et mort dans cette même ville le 25 juin 1886) est un explorateur commercial français.

## Biographie
Il réalisa un voyage aux sources du Niger avec l'explorateur suisse Josua Zweifel.